# Бела (Пакистан)
Бела (англ. Bela) — город в провинции Белуджистан, Пакистан. Расположен в округе Ласбела. Население — 17 286 чел. (на 2010 год). В древности город назывался Рхамбакия. Упоминается в осенней кампании 325 г. до. н. э. при походе в Индию Александра Македонского (Великого).

## История
До 1952 года город был столицей ханства Лас Бела.

## Демография
| 1998   | 2010   |
| ------ | ------ |
| 16 998 | 17 286 |